# District hospitalier en Finlande
Un district hospitalier (finnois : Sairaanhoitopiiri, suédois : Sjukvårdsdistrikt) est une association de municipalités en Finlande ayant pour mission de fournir des services de soins de santé spécialisés aux résidents des municipalités membres,,.

## Districts hospitaliers
En Finlande, le système de santé est très décentralisé.
Les soins hospitaliers sont gérés au sein de 20 districts hospitaliers qui regroupent une population comprise entre 70 000 et 800 000 habitants, chaque commune étant tenue d’appartenir à un district hospitalier.
Chaque district hospitalier est sous la responsabilité spécifique d'un hôpital universitaire. 
En 2019, les 20 districts hospitaliers sont:
| Sigle | District hospitalier                             | Région                    | Hôpital universitaire                       |
| ----- | ------------------------------------------------ | ------------------------- | ------------------------------------------- |
| HUS   | District hospitalier d'Helsinki et de l'Uusimaa  | Uusimaa                   | Centre hospitalier universitaire d'Helsinki |
| VS    | District hospitalier de Finlande-Propre          | Finlande-Propre           | Centre hospitalier universitaire de Turku   |
| S     | District hospitalier de Satakunta                | Satakunta                 | Centre hospitalier universitaire de Turku   |
| KH    | District hospitalier de Kanta-Häme               | Kanta-Häme                | Hôpital universitaire de Tampere            |
| P     | District hospitalier de Pirkanmaa                | Pirkanmaa                 | Hôpital universitaire de Tampere            |
| PH    | District hospitalier de Päijät-Häme              | Päijät-Häme               | Centre hospitalier universitaire d'Helsinki |
| KYM   | District hospitalier de la vallée de la Kymi     | Vallée de la Kymi         | Centre hospitalier universitaire d'Helsinki |
| EK    | District hospitalier de Carélie du Sud           | Carélie du Sud            | Centre hospitalier universitaire d'Helsinki |
| ES    | District hospitalier de Savonie du Sud           | Savonie du Sud-Ouest      | Hôpital universitaire de Kuopio             |
| IS    | District hospitalier de Savonie orientale        | Savonie du Sud-Est        | Hôpital universitaire de Kuopio             |
| PK    | District hospitalier de Carélie du Nord          | Carélie du Nord           | Hôpital universitaire de Kuopio             |
| PS    | District hospitalier de Savonie du Nord          | Savonie du Nord           | Hôpital universitaire de Kuopio             |
| KS    | District hospitalier de Finlande centrale        | Finlande centrale         | Hôpital universitaire de Kuopio             |
| EP    | District hospitalier d'Ostrobotnie du Sud        | Ostrobotnie du Sud        | Hôpital universitaire de Tampere            |
| V     | District hospitalier de Vaasa                    | Ostrobotnie               | Centre hospitalier universitaire de Turku   |
| KP    | District hospitalier d'Ostrobotnie centrale      | Ostrobotnie centrale      | Hôpital universitaire d'Oulu                |
| PP    | District hospitalier d'Ostrobotnie du Nord       | Ostrobotnie du Nord       | Hôpital universitaire d'Oulu                |
| KAI   | District hospitalier de Kainuu                   | Kainuu                    | Hôpital universitaire d'Oulu                |
| LP    | District hospitalier de l'Ostrobotnie de l'Ouest | Laponie du sud-ouest      | Hôpital universitaire d'Oulu                |
| L     | District hospitalier de Laponie                  | Autres régions de Laponie | Hôpital universitaire d'Oulu                |